# Buug
Buug est une localité de la province du Zamboanga Sibugay, aux Philippines. En 2015, elle compte 36 634 habitants.